# بدون آینده (فیلم)
بدون آینده (انگلیسی: No Future) یک فیلم درام آمریکایی به کارگردانی مارک اسموت و اندرو ایروین است که در سال ۲۰۲۱ منتشر شد. کاترین کینر، چارلی هیتون، رزا سلزار، جفرسون وایت و جکی ارل هیلی بازیگران فیلم هستند.

## داستان
ویل یک معتاد در حال بهبودی است. دوستش، کریس پس از ملاقات با او در اثر بیش‌مصرفی فوت کرده‌است. ویل درحالیکه برای حفظ زندگی‌اش تلاش می‌کند، رابطه‌ای را با مادر کریس، کلر آغاز می‌کند.

## بازیگران
- کاترین کینر در نقش کلر
- چارلی هیتون در نقش ویل
- رزا سلزار در نقش بکا
- جفرسون وایت در نقش کریس
- جکی ارل هیلی در نقش فیلیپ
- آستین آملیو در نقش پرستون
- هدر کافکا در نقش لیندا
- جیسون داگلاس در نقش داگ
- مولی میلیگان در نقش دبورا

## انتشار
بدون آینده نخستین بار در ۱۳ ژوئن ۲۰۲۱ در جشنواره فیلم ترایبکا به نمایش درآمد.

## بازخورد
در تارنمای راتن تومیتوز، فیلم دارای رتبۀ ۹۱٪ بر اساس بررسی ۲۳ نقد است.